# John Ashford
John Ashford (6 luglio 1944 – 17 dicembre 2023) è stato un regista britannico e produttore di danza contemporanea, direttore di Aerowaves, la rete europea di ricerca e presentazione di compagnie di danza emergenti, da lui fondata nel 1997.
John Ashford è stato il primo redattore teatrale di Time Out London. Successivamente divenne direttore del Teatro Upstairs al Royal Court Theatre, in un periodo in cui produceva le prime opere di Sam Shepard e Caryl Churchill, e Rocky Horror Show di Richard O'Brien. Successivamente viene nominato Direttore del Teatro dell'ICA, promuovendo diverse stagioni di teatro sperimentale, performance e nuovi gruppi rock. Nel 1985 porta a Londra la compagnia di danza canadese La La La Human Steps .
Come direttore teatrale del The Place di Londra dal 1986 al 2009, Ashford è stato determinante nella crescita della popolarità della danza contemporanea nel Regno Unito. Ha reso The Place il luogo di danza più frequentato della Gran Bretagna, promuovendo i primi lavori di compagnie tra cui DV8, Adventures in Motion Pictures, V-tol Dance Company e Wayne McGregor Random Dance, e presentando le prime esibizioni nel Regno Unito di artisti internazionali come Wim Vandekeybus, Sasha Valzer e Rui Horta. Nel 2004, ha creato The Place Prize, un concorso coreografico biennale, il più ricco e prestigioso della danza britannica.
Nel 2002, Ashford è stato nominato CBE, Commendatore dell'Ordine dell'Impero Britannico per i servizi resi al mondo della danza.